# Dino Giarrusso

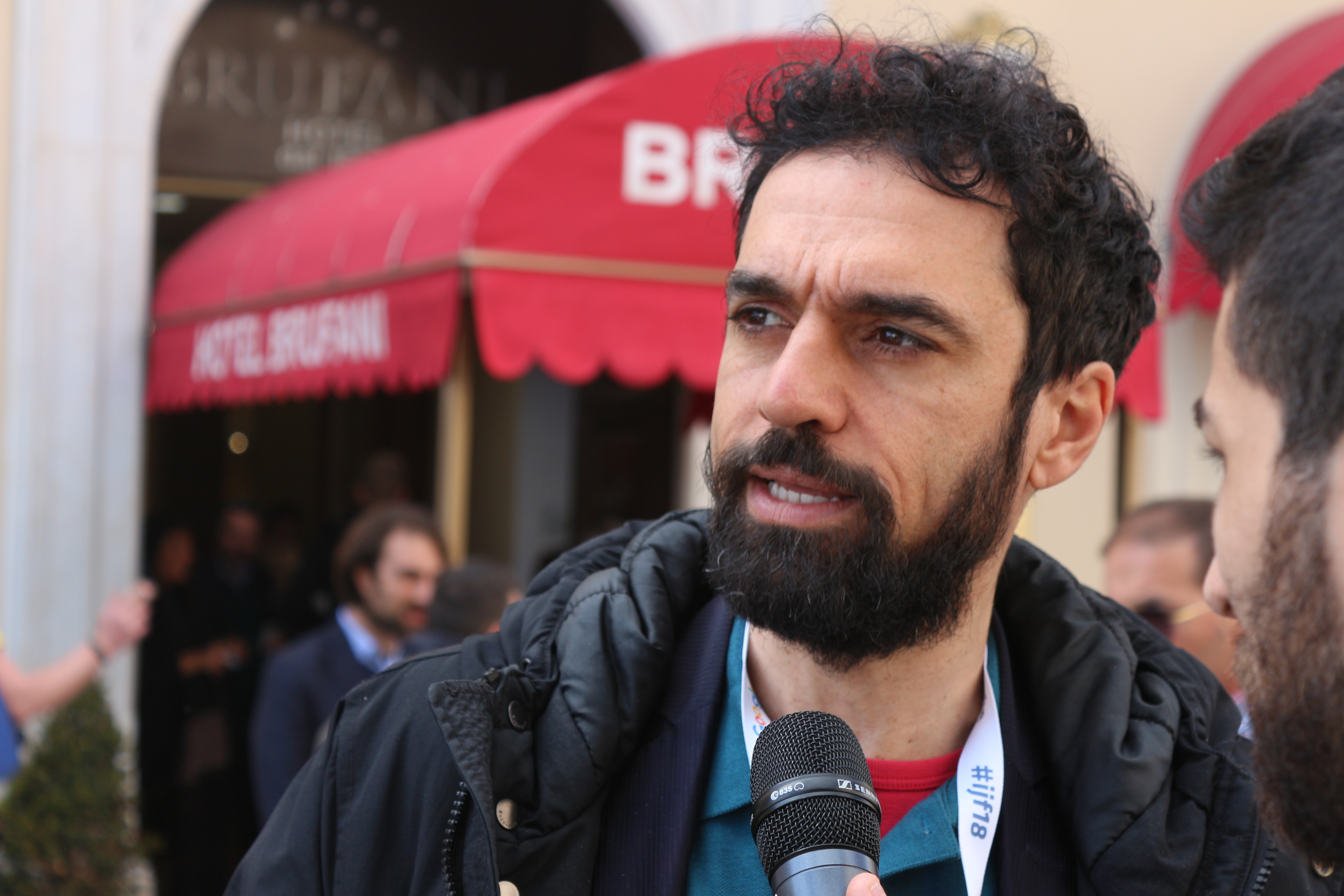
Imagem de Dino Giarrusso.

Dino Giarrusso (nascido em 11 de setembro de 1974 em Catania) é um político e personalidade da televisão italiana.

Em 2019 foi eleito deputado europeu nas eleições para o Parlamento Europeu, resultando, com 117.211 votos preferenciais, o candidato mais votado do Movimento Cinco Estrelas.